# 鑑古演奏
「鑑古演奏」（英語：Historically informed performance），也稱「古樂演奏」（period performance）與「考證演奏」（authentic performance）等，是一項起源於20世紀中後期的西方音樂實踐趨勢。其核心目標為以歷史資料為依據，重建作曲當時可能存在的演奏樣貌，方法包括使用原始樣式的樂器（或復刻版本）、遵循文獻中所見之演奏技法與編制、採用作曲家手稿或首版樂譜作為參照依據。
由於19世紀晚期以前尚無錄音可資比對，相關演奏習慣多須仰賴音樂學研究進行間接重建，因此學術研究與復古式演奏向來具有高度關聯。所謂「原典」（Urtext）版本，即為經過校訂的樂譜文本，但未必與作曲家親筆手稿完全一致。
鑑古演奏初期主要聚焦於中世紀、文藝復興與巴洛克音樂，亦逐步拓展至古典時期及早期浪漫主義作品。此一取向強調工業革命前手工製作樂器的聲響特性及當時演奏語言的再現，並與20世紀下半葉興起的當代音樂復興思潮相呼應。此外，該趨勢亦影響至戲劇藝術領域，尤其在巴洛克歌劇之舞台製作與演出上，形成實踐與詮釋上的對應結構。
關於此類演奏方法之歷史還原程度，部分音樂學者提出質疑，認為現存資料不足以全面重建早期音樂實況，且愈是久遠的時期，所面對的文獻斷層與推論風險亦愈高。因此，有意見主張「復古風格演奏」一詞較能體現其方法上的侷限性與研究取徑的相對性，亦避免落入「本真」與否的二元論辯。從此觀點出發，所謂「鑑古演奏」應理解為一種以資料為依據的詮釋取向，而非絕對性、規範性的正統路徑。

## 沿革與演進
巴洛克音樂的復興
巴洛克時期的作品形式十分多元，經常是由多樣弦、管與鍵盤樂器所組成的合奏團。當時幾乎所有作曲家都有同樣的目標：創造新且有趣的音響。是以他們致力於嘗試寫作各種不同的器樂組合，經常揉合西洋琵琶、低音六弦琴、古大提琴等文藝復興樂器，以及當代的吹管樂器等。最大的共通點是這些作品的演奏人數均少，經常在家中客廳就可以演奏。
在音樂史逐漸推進的同時，人們的興趣轉向大型作品（白遼士、馬勒）、大型樂團及場館，以及演出現場的精采感受（帕格尼尼、李斯特），早期音樂便因此淡出主流市場。20世紀以來，隨著音響和錄音技術的進步，聽眾的素養和欲望也隨之提升。在長時唱片和高保真錄音相繼問世之後，將各種形式的演奏留下紀錄成為可能，於是吹起以巴洛克主義作品為首的一波「復興」風氣。這些在當代音樂廳節目中找不到位置的作品，透過這一次的「復興」，以錄音的形式「回到」了家家戶戶的客廳中，可說是復古風氣的濫觴。

## 當代樂器

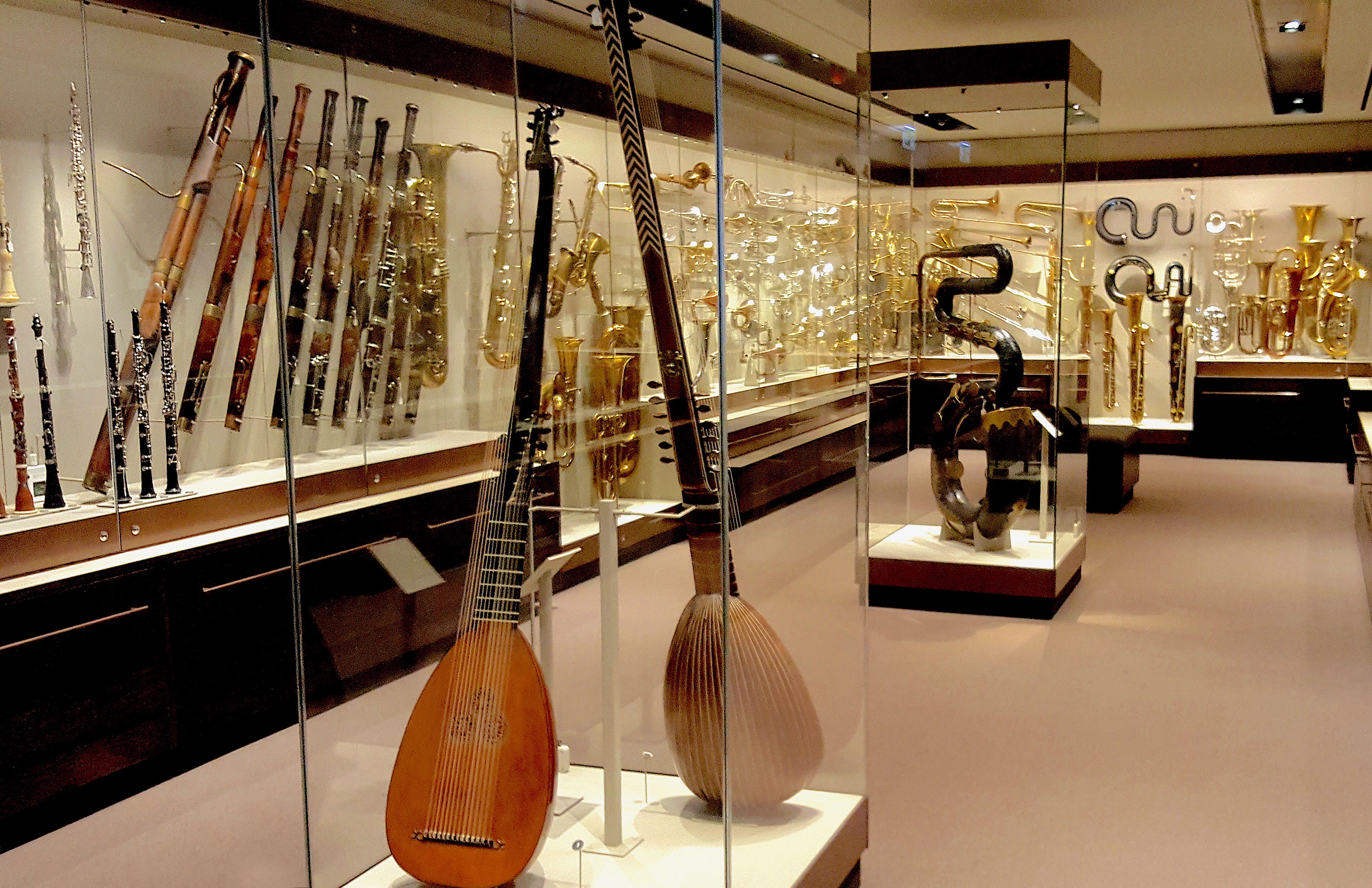
爱丁堡聖則濟利亞音樂廳的樂器館藏

樂器的選用是建構復古風格的一大關鍵。現代的樂器經過多番變革，規格、聲響與前代樂器多所不同，更有許多舊時的樂器已完全失傳，無法復原。以弦樂器為例，早時便是以雷貝克琴（rebec）、维奥尔琴（viol）等為大宗，而非現今通行的「提琴」類樂器。通過對古老樂器的研究，音樂學者得以了解、重建當代樂器的設計、調律與音色，以及在演奏上的應用。
現今仍保存於各地博物館、展覽館的當代樂器（英語：period instruments，法語：instruments d'époque）原件，是復古風格研究重要的模建，除了供再製樂器規格參考外，偶而也被實際演奏。近代，多個著名的古樂樂團演奏勃兰登堡协奏曲時，便頻繁採用巴洛克式的再製樂器，藉以製造17世紀式的音色，他們的需求也促成了古樂器製造的一時風潮。這些樂團包括了：
- Taverner Consort and Players[譯名請求]（由Andrew Parrott[譯名請求]指導）
- 古乐学院乐团（英语：Academy of Ancient Music）（克利斯朵夫·霍格伍德）
- The English Concert[譯名請求]（特雷沃·平诺克）
- The Hanover Band[譯名請求]
- 英国巴洛克独奏家乐团（英语：English Baroque Soloists）（约翰·艾略特·加德纳）
- Musica Antiqua Köln[譯名請求]（賴因哈德·戈貝爾（英语：Reinhard Goebel））
- La Chapelle Royale[譯名請求]（菲利浦·赫爾維格）[10][11][12][13]
- The Australian Brandenburg Orchestra[譯名請求]
- 弗萊堡巴洛克樂團（英语：Freiburger Barockorchester）[14]

承前，復古風格現時已拓展至19世紀音樂的詮釋。與上述的團體不同，加德纳麾下的革命与浪漫乐团便是浪漫派音樂的翹楚勁旅。
鍵琴

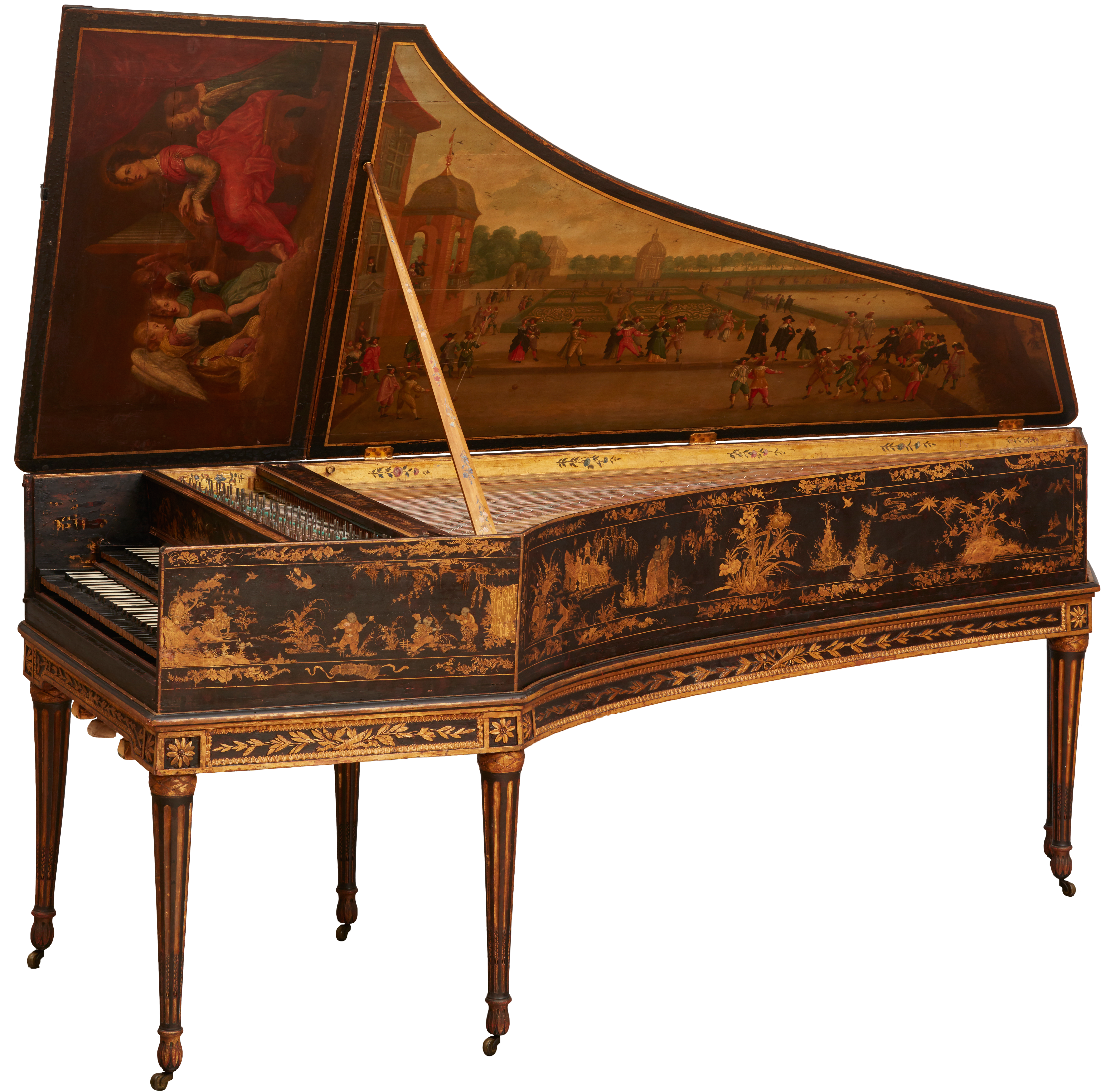
Pascal Taskin所製的大鍵琴，1780年於巴黎（現藏漢堡工藝美術館）

在現代樂團興起、樂團指揮功能確立之前，文藝復興與巴洛克時期的樂團便是由鍵盤演奏者領導，透過數字低音提供穩定的合聲基礎，其他人則附在此一基礎上發展。在聖樂作品中，管風琴與上述樂器混用的情形則頗為常見。為這些鍵盤樂器寫作的著名作曲家有：库普兰、多梅尼科·斯卡拉蒂、弗雷斯科巴第（Girolamo Frescobaldi）、巴赫等人。
在復古風格演出的今日現場，鍵盤樂器的重要性獲得了重生，翼琴（clavichord）與羽管鍵琴（harpsichord）等樂器的再製一時蔚為風行。現今著名的鍵琴演奏家方面，包括了勞勃·希爾（Robert Hill）、Igor Kipnis、唐·库普曼、旺达·兰多芙丝卡、古斯塔夫·莱昂哈特、特雷沃·平诺克、Skip Sempé、Andreas Staier、Colin Tilney等人。
古鋼琴
約在18世紀中後期，鍵琴的地位已被古鋼琴所取代，前者並且被大量銷毀。巴黎音樂院甚至在革命與拿破崙當政時期，將鍵琴做為柴火使用。起初，fortepiano與pianoforte二字的意義並無差別，現則多以後者指稱起源於1830年左右的現代鋼構鋼琴。
在古樂復興的風氣下，古鋼琴（fortepiano）亦重新在舞台上現身。包括海頓、莫扎特、貝多芬和舒伯特等人的作品，現在經常以古鋼琴演奏。此外，19世紀中期興起的鋼琴品牌如普萊耶爾（Playel）、埃拉德（Érard）、施特莱歇（Streicher）等，也再次被應用於浪漫時期音樂（如蕭邦、李斯特、勃拉姆斯等人）的詮釋。
古提琴

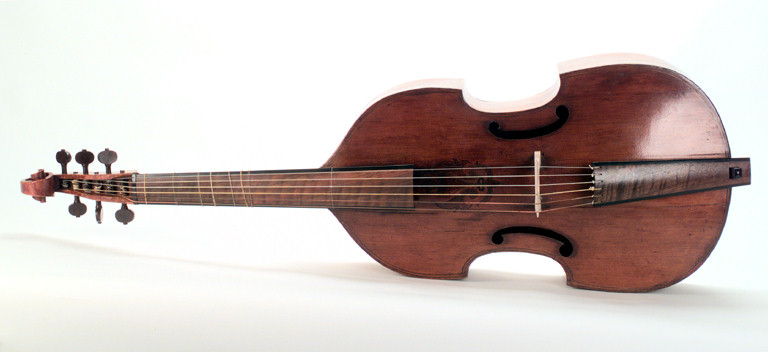
古提琴，Thomas Cole所製（c.1680）

自文藝復興時期始，便有許多作曲家為古提琴獨奏、齊奏創作作品，包括了Diego Ortiz、蒙特威尔第、伯德、William Lawes、亨利·珀塞爾、Monsieur de Sainte-Colombe、巴赫、泰勒曼、马兰·马雷、Antoine Forqueray、Carl Frederick Abel等人。
古提琴家族（由大至小）：
- 倍低音古提琴
- 低音古提琴（約當大提琴大小）
- 次中音古提琴（吉他大小）
- 中音古提琴（中提琴大小）
- 高音古提琴（小提琴大小）

當今知名的古提琴家則有：Paolo Pandolfo、維蘭德·庫伊肯（Wieland Kuijken）、約迪·薩瓦爾（Jordi Savall）、John Hsu、Vittorio Ghielmi等人。
木笛
如同古提琴般，木笛亦有眾多尺寸與音域可供選擇。韓德爾、泰勒曼曾特別為木笛寫作獨奏作品。在當代的木笛復興方面，Arnold Dolmetsch是主要的推動者之一，根據史料重建了多種樣式的樂器。

## 演奏法
弦樂器
管樂器
鍵盤樂器
人聲演唱
如同器樂領域，人聲的復古演唱法亦因為音樂學研究結果的出土而日新月異。大致說來，古樂復興的推廣者認為應該減少抖音的使用，以「還原」「純淨」的音色。歷史上，特定的演唱技巧曾在某個時期特別受到歡迎，但關於其描述則不一而足，沒有精確的定義。
當代著名的復古風格歌者有：Emma Kirkby、Max van Egmond、Julianne Baird、Nigel Rogers、David Thomas等人。

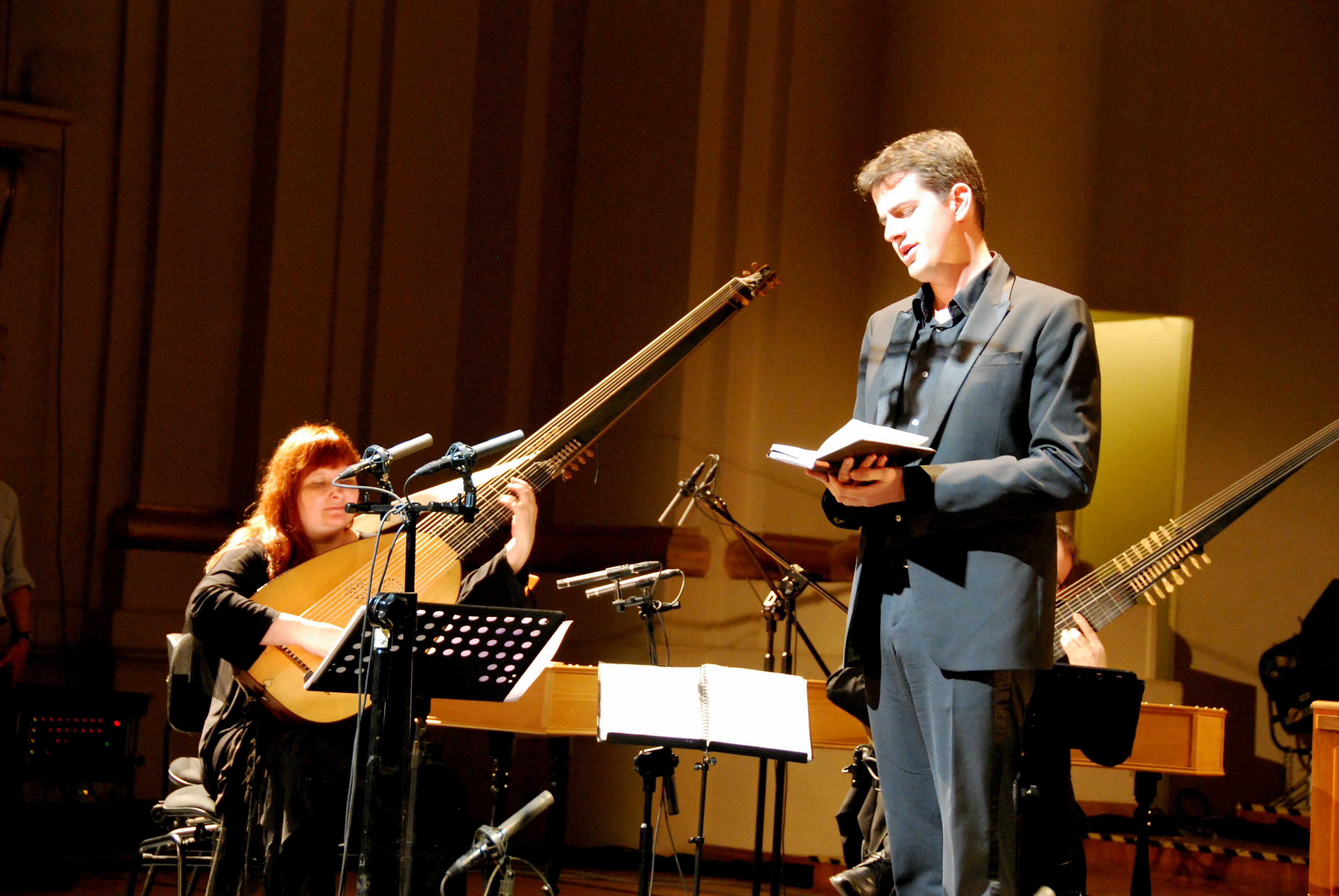
高男高音Philippe Jaroussky

早期音樂的興起，特別是文藝復興聖樂和巴洛克歌劇的再次復興，使得「高男高音」（countertenor）的角色重新受到注意。在復古風格的製作中，高男高音經常取代女聲，甚至可以替代閹人的位置。Alfred Deller是這個領域的先驅歌者之一。其他重要的歌者還包括了James Bowman、David Daniels、Derek Lee Ragin、Andreas Scholl、Michael Chance、Drew Minter、Daniel Taylor、Brian Asawa、Yoshikazu Mera、Philippe Jaroussky等人。
樂團
不論是合唱團或樂團，聲部的安排方式都有其獨特的考量，但從未被時代統一。根據作品的需求安排聲部，是復古風格的重要考量因素之一。為此，學者甚至可能求助於影像學技術，分析當代樂團的人數，不同樂器的陳設位置，是否設立指揮，樂團是站姿或坐姿演奏，甚至演出場地（音樂廳、皇宮內廳、沙龍、教堂、甚至戶外）的大小等資訊。例如德國音樂理論學家Johann Mattheson在其論文（1739年）中便主張，歌者應當站立於樂團之前。
樂團基本的陳設方式有三：
- 圓形（文藝復興）
- 樂團在合唱團之後（17世紀至19世紀）
- 歌者與樂手一併位於高處合唱團區域

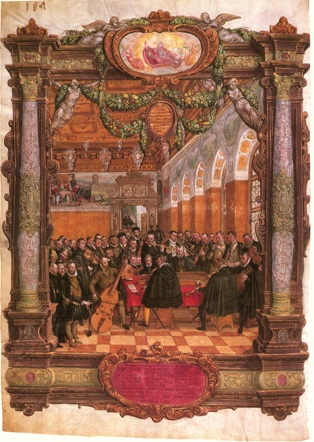
奥兰多·德·拉絮斯正指導小型樂團
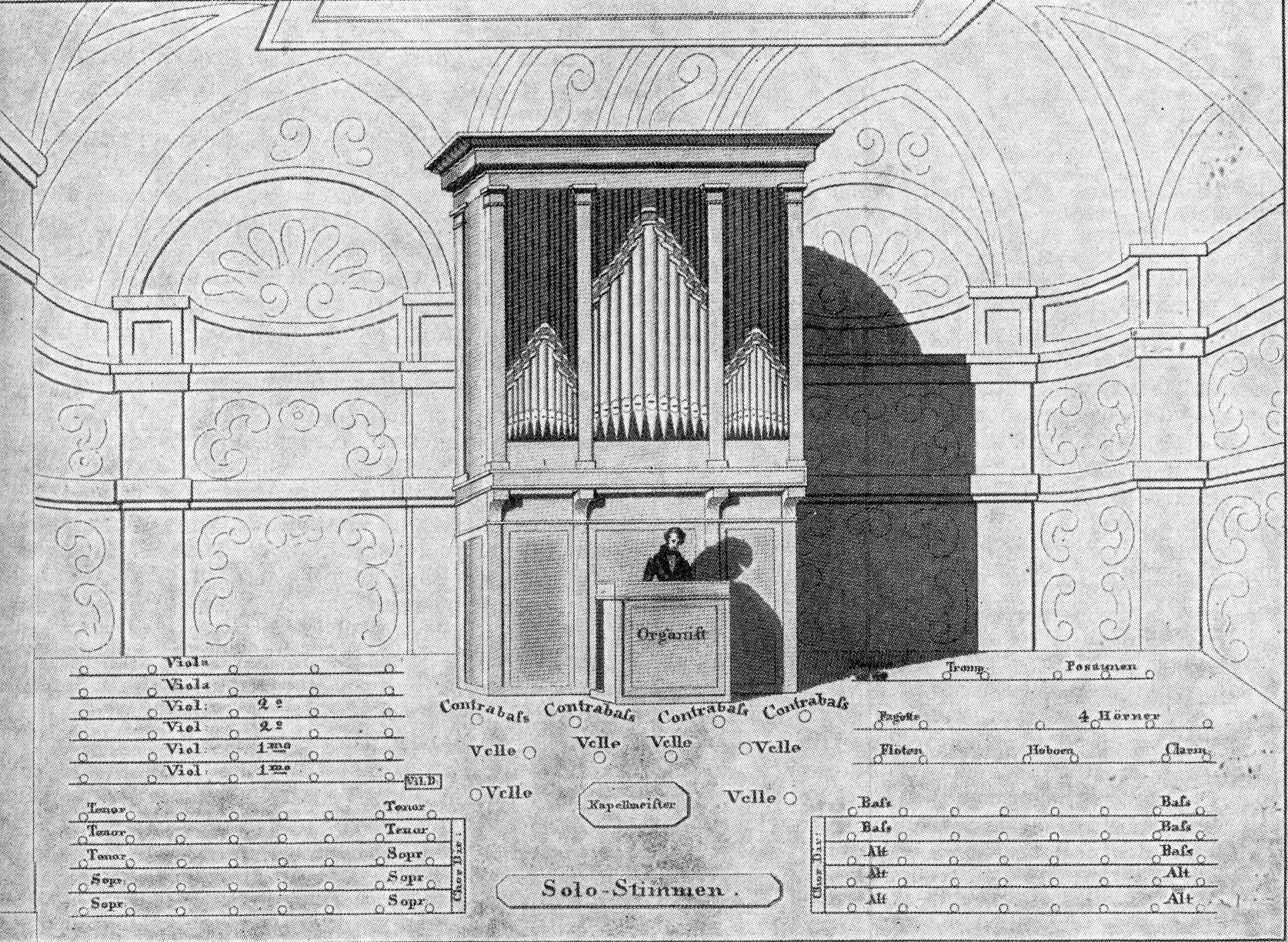
樂團與合唱團的速寫，1837年
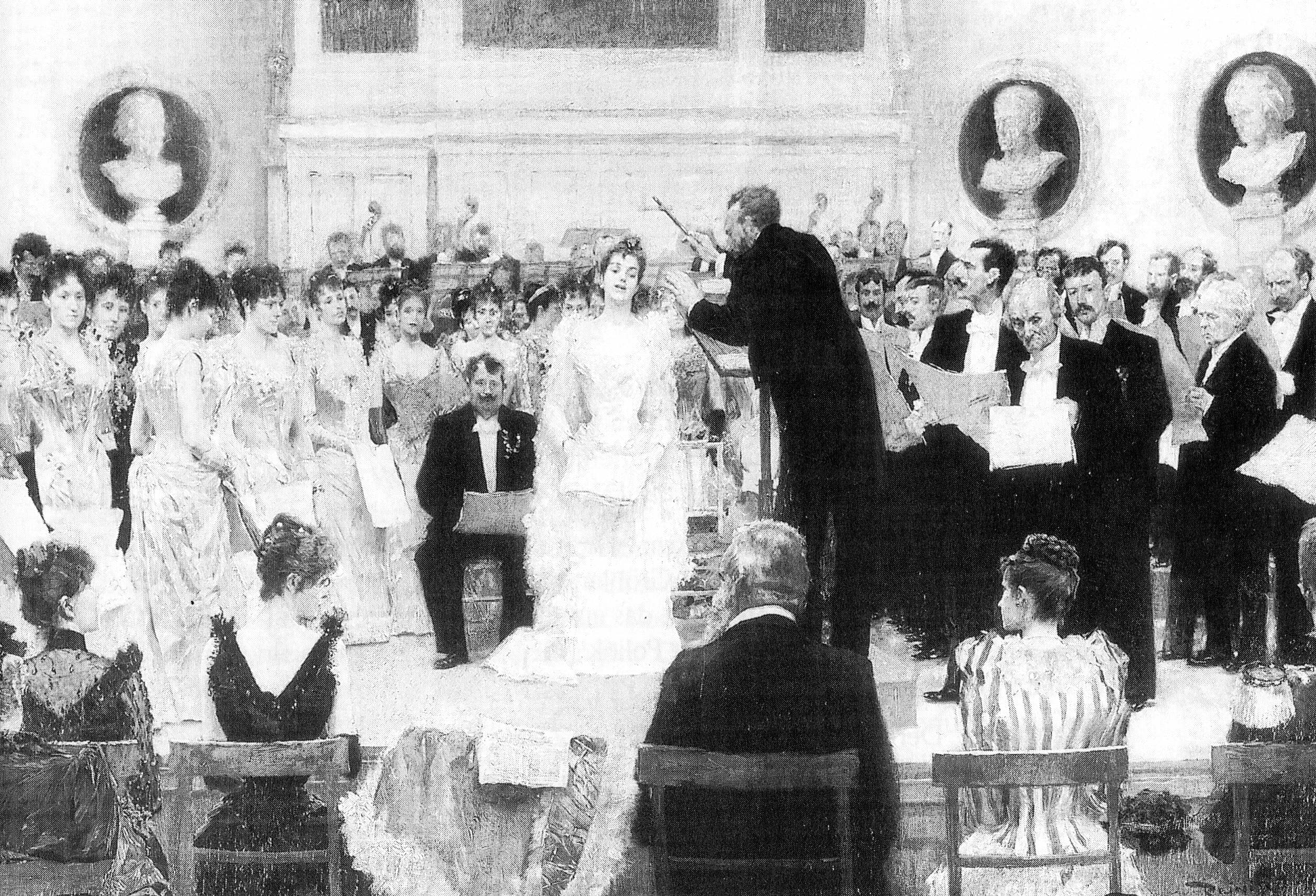
1890年於慕尼黑的音樂會一景
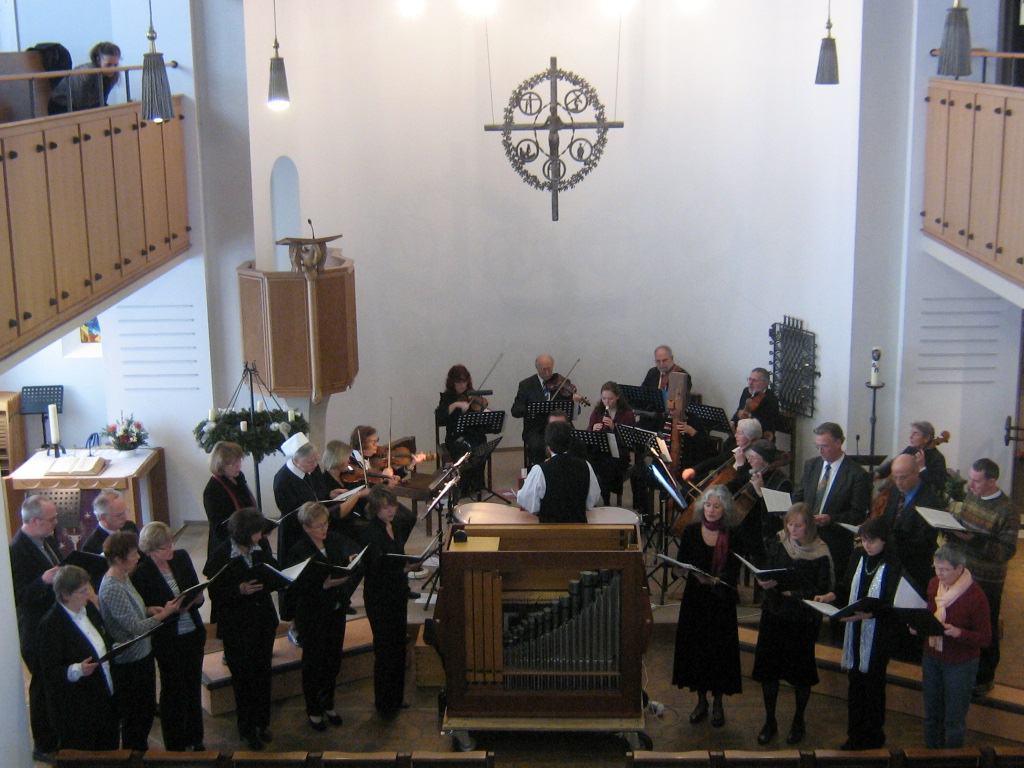
樂團與合唱團

## 評價

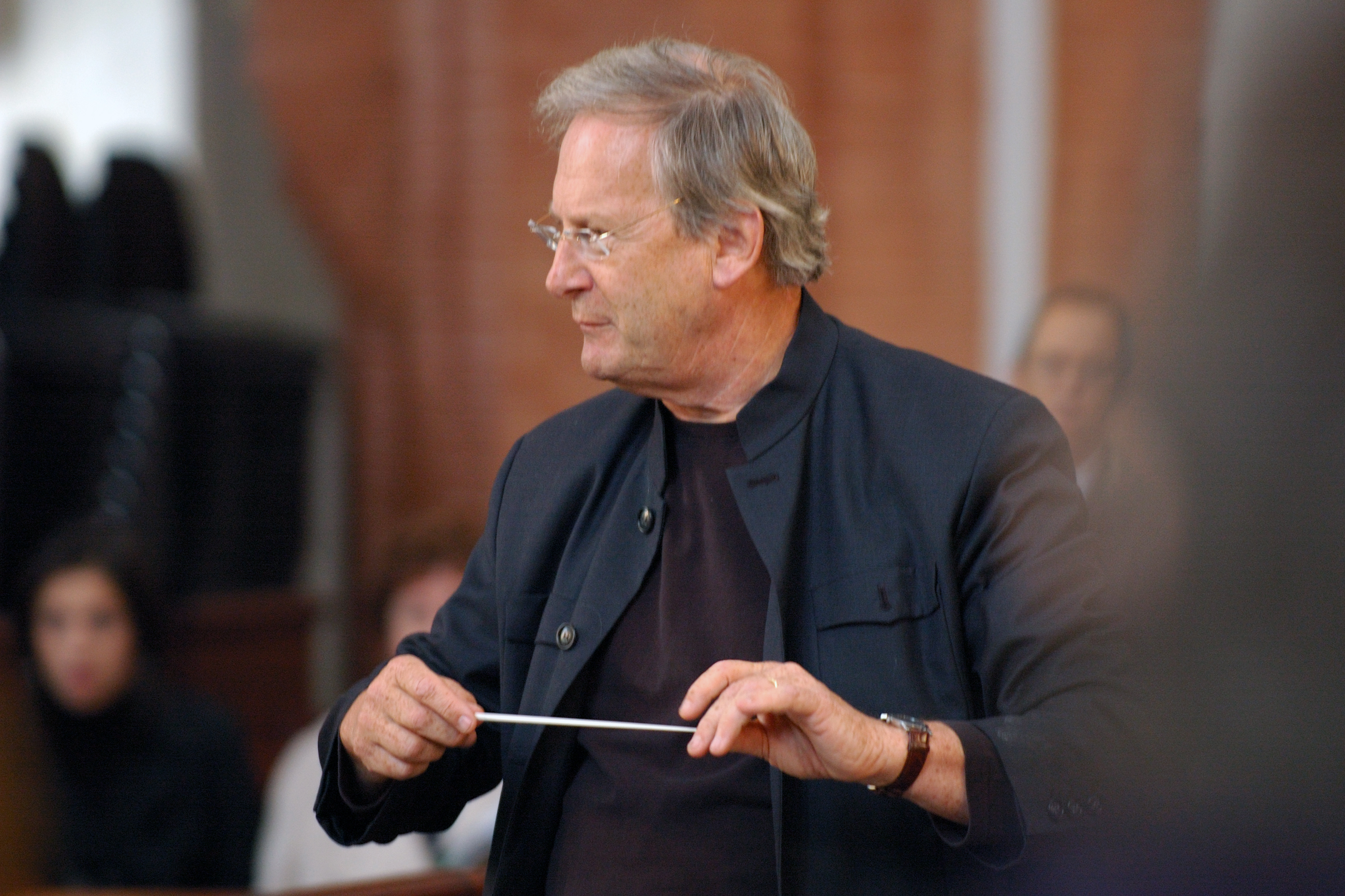
约翰·艾略特·加德纳

關於藝術行為與學術研究應該如何在演出現場調和，各方的看法莫衷一是。大鍵琴家Ralph Kirkpatrick雖支持對作曲者本初意圖的探求，但亦特別強調了演奏技術本身的重要性。「所謂的歷史本真性，經常在試圖逃避美學論辯時做為藉口使用，也遠離了任何的藝術責任。」部分的當代音樂支持者有意與「本真主義」這個詞彙保持距離。约翰·艾略特·加德纳認為，該用詞容易使人誤解。「我對當代樂器的熱情並非基於考古式的動機，亦非追求虛幻不可及的『本真性』。」加德納表示，自己的選擇僅是為了「在現今的管弦樂演奏標準中提供替代選項而已」。米夏埃尔·吉伦甚至表示，「戴上假髮也不能讓我回到18世紀。」
不少學者將這股復古思潮視為20世紀的「發明」。早期音樂領域的學者Beverly Jerold對於復古風格的弦樂演奏法有所質疑，並舉出巴洛克時期音樂會聽眾全然相反的說法以為證據。相同的質疑也出現在人聲領域。Daniel Leech-Wilkinson便承認，多數的「復古」行為實質上都是新的發明。「歷史研究可以提供我們樂器，甚至操作樂器的方法，但距離發出真正的聲響仍然太遠，之間的距離僅能仰賴音樂素養和創新去彌補。」:13 Leech-Wilkinson甚至結論，當代的「復古」演奏與當下的品味肯定脫不了關係:14。Robert Philip認為，「現在聽起來不錯的，當時（指早期音樂）聽起來也應該不錯」這樣一昧追求「史實」的看法，實在過於馬虎；在此一盲目的追尋過程中，往往忽略了現代演奏法的價值。英國哲學家罗杰·斯克鲁顿在其著作《音樂美學》（The Aesthetics of Music）中提及，「（復古的）風格將過往以一種虛偽的學術性孤立起來，使音樂學凌駕於音樂，將巴赫與當代作曲家們貶為純粹的聲學效果。『本真』演奏如此氾濫，猶如現代博物館一般使人反感。⋯⋯（早期作品）淪為『本真』濾鏡後的喬裝之作，其真實面目自此不見天日。」Peter Hill認為，「在所有『早期音樂』的論述中，對於本真性的看法都有所偏誤。試圖以過去的方式理解過去，這絕對是現代僅有的謬誤。」
指揮家徐頌仁主張，「這種被稱為絕對忠實於作品的詮釋，事實上也是不可能。⋯⋯樂器及樂團編制之不同，音響條件與聽眾之對象也不同，何況當時的演奏還富於即興式的發揮，加上讀譜習慣之不同，縱使我們今日想要忠實地把它重現似地演出，也幾乎不可能；還容易流為索然無味的執著。」
在這類聲音中，最有力的一位是著名音樂史學者理查德·塔鲁斯金，其明白主張了20世紀的「復古」乃是現代主義的產物。
Lydia Goehr在其著作The Imaginary Museum of Musical Works: An Essay in the Philosophy of Music中，對「復古風格」的正反觀點做了檢討與整理:279。她主張復古風格的興起源自19世紀下旬，隨著演奏技術的進展，對早期音樂的詮釋探討也應運而生。Goehr並且將復古風格的論辯總結為兩點：忠於詮釋，或者忠於作品:279。Goehr認為，古樂復興運動旨在提供新的可能性：「使我們在既有的規範下找到音樂詮釋的新可能。」:284
現今，採復古風格的詮釋者們在重視歷史研究的同時，對於「復古」與否的誤區也更加謹慎地處理，上述的論辯則仍在繼續。

## 著名人物

### 演藝團體
- 古乐学院乐团
- The Australian Brandenburg Orchestra
- 英国巴洛克独奏家乐团
- La Chapelle Royale
- 維也納古樂合奏團（英语：Concentus Musicus Wien）
- 國家古樂合奏團
- The English Concert
- 弗萊堡巴洛克樂團
- The Hanover Band
- Musica Antiqua Köln
- 革命与浪漫乐团
- Taverner Consort and Players
- 和諧花園（Il Giardino Armonico）古樂團

### 指揮
- 约翰·艾略特·加德纳
- 賴因哈德·戈貝爾
- 尼古劳斯·哈农库特
- 菲利浦·赫爾維格
- 克利斯朵夫·霍格伍德
- 唐·库普曼
- 罗杰·诺林顿
- Andrew Parrott
- 特雷沃·平诺克
- 約迪·薩瓦爾
- 喬瓦尼·安東尼尼

## 相關活動
- 因斯布鲁克古樂音樂節（英语：Innsbruck Festival of Early Music）

## 延伸閱讀
- Badura-Skoda, Paul. 1993. Interpreting Bach at the Keyboard, translated by Alfred Clayton. Oxford: Clarendon Press; New York: Oxford University Press. ISBN 0-19-816155-7 (cloth); ISBN 0-19-816576-5 (1995 pbk reprint). (Translation of Bach-Interpretation: die Klavierwerke Johann Sebastian Bachs. Laaber: Laaber-Verlag, 1990. ISBN 3-89007-141-4.)
- Dart, Thurston. 1954. The Interpretation of Music. London: Hutchinson and Co.
- Dolmetsch, Arnold. 1915. The Interpretation of the Music of the 17th and 18th Centuries Revealed by Contemporary Evidence. London: Novello.
- Donington, Robert. 1963. The Interpretation of Early Music. London: Faber and Faber.
- Hubbard, Frank. 1965. Three Centuries of Harpsichord Making. Cambridge, MA: Harvard University Press ISBN 0-674-88845-6.
- Kenyon, Nicholas (editor). 1988. Authenticity and Early Music. Oxford and New York: Oxford University Press. ISBN 0-19-816152-2.
- Kivy, Peter. 1995. Authenticities: Philosophical Reflections on Musical Performance. Ithaca: Cornell University Press. ISBN 0-8014-3046-1.
- Leech-Wilkinson, Daniel. 1992. "The Good, the Bad and the Boring". In Companion to Medieval & Renaissance Music, edited by Tess Knighton and David Fallows, [页码请求]. London: J. M. Dent.; New York: Schirmer Books. ISBN 0-460-04627-6 (Dent); ISBN 0-02-871221-8 (Schirmer). Paperback reprint, Oxford and New York: Oxford University Press, 1997. ISBN 0-19-816540-4. Paperback reprint, Berkeley, Calif.: University of California Press, 1997. ISBN 0-520-21081-6.
- Mattheson, Johann. 1739. Der vollkommene Kapellmeister, das ist, Gründliche Anzeige aller derjenigen Sachen, die einer wissen, können, und vollkommen inne haben muss, der eine Kapelle mit Ehren und Nutzen vorstehen will. Breslau: [s.n.]; Hamburg: Herold. Facsimile reprint, edited by Margarete Reimann. Documenta Musicologica Reihe 1: ruckschriften-Faksimiles 5. Kassel: Bärenreiter, 1954. Study edition with newly typeset text and music examples, edited by Friederike Ramm. Bärenreiter-Studienausgabe. Kassel, Basel, London, New York, Prague: Bärenreiter. ISBN 3-7618-1413-5.
- Milsom, David. 2003. Theory and Practice in Late Nineteenth-Century Violin Performance: An Examination of Style in Performance, 1850–1900. Aldershot: Ashgate. ISBN 0-7546-0756-9.
- Milsom, David. 2011. Classical and Romantic Music. The library of essays on music performance practice. Aldershot: Ashgate. ISBN 0-7546-2859-0.
- Parrott, Andrew. 2000. The Essential Bach Choir. [N.p.]: The Boydell Press. ISBN 0-85115-786-6.
- Peres da Costa, Neal. 2013. Off the Record: Performing Practices in Romantic Piano Playing. New York: OUP. ISBN 0-1953-8691-4.
- Robert Philip, 1992 Early Recordings and Musical Style: Changing tastes in instrumental Performance, 1900-1950. Cambridge, UK: Cambridge University Press. ISBN 9780521235280
- Rosen, Charles. 1997. The Classical Style, second edition. New York: W. W. Norton. ISBN 0-393-31712-9.
- Rosen, Charles. 2000. Critical Entertainments. Cambridge: Harvard University Press. ISBN 0-674-00684-4.
- Toft, Robert. 2013. Bel Canto: A Performer's Guide. New York: Oxford University Press. ISBN 978-0-19-983232-3.
- Toft, Robert. 2014. With Passionate Voice: Re-Creative Singing in Sixteenth-Century England and Italy. New York: Oxford University Press. ISBN 978-0-19-938203-3.

## 參看
- 藝術的本真性（英语：Authenticity in art）
- 音樂會調律（英语：Concert pitch）
- 當代音樂復興（英语：Early music revival）